# پائول مگریل
پائول مگریل (انگلیسی: Paul Magriel; ۱ ژوئیهٔ ۱۹۴۶ – ۵ مارس ۲۰۱۸) شطرنج‌باز، و بازیکن پوکر اهل ایالات متحده آمریکا بود.
مگریل در سن ۲۰ سالگی، در حالی که دانشجوی دانشگاه نیویورک بود، قهرمان شطرنج کشور در نیویورک (ژانویه ۱۹۶۷) شد.